# Гунченко Василь Кузьмич
Василь Кузьмич Гунченко (20 березня 1941) — український лікар-хірург, кандидат медичних наук, заслужений лікар України (2002), почесний громадянин міста Миколаїв (2005).

## Життєпис
Народився у селі Новопетрівське Новоодеського району Миколаївської області.
У 1962 році закінчив медичне училище за фахом «фельдшер». Після проходження дійсної строкової служби у лавах ЗС СРСР у 1965 році вступив на лікувальний факультет Одеського медичного інституту. Навчався на відмінно, був Ленінським стипендіатом.
Лікарську кар'єру розпочав у 1972 році дитячим хірургом у Миколаївській обласній дитячій лікарні. У 1972—1978 роках — головний лікар ревмасанаторію. У 1978—1979 роках обіймав посаду головного лікаря Миколаївської міської лікарні № 4, у 1979—1980 роках — головного лікаря Миколаївської міської поліклініки № 2. З 1980 по 1987 роки — заступник начальника Миколаївського обласного відділу охорони здоров'я.
З 1987 року — головний лікар Миколаївської міської лікарні № 3 (суднобудівників). У 1998 році очолив Миколаївське міське управління охорони здоров'я. З 2003 року — головний лікар Миколаївської міської лікарні № 4.
З 24 лютого 2017 року — заступник головного лікаря по організаційно-методичній роботі КНП ММР «Міська лікарня № 4».

## Нагороди і почесні звання
- Орден «Знак Пошани».
- Заслужений лікар України (2002).
- Почесний громадянин міста Миколаєва (Рішення ММР від 14.09.2005 р. № 36/2).
- Грамота Верховної Ради України (2017).
- Почесні грамоти МОЗ України.